# Andrew Sinclair
Andrew Sinclair (Oxford, 21 gennaio 1935 – 30 maggio 2019) è stato uno scrittore, storico, biografo nonché drammaturgo e regista britannico.

## Filmografia
- The Breaking of Bumbo (1970)
- Under Milk Wood (1972)
- I diavoli n. 2 (Blue Blood) (1973)
- Tuxedo Warrior (1982)

## Opere

### Romanzi
- The Breaking of Bumbo. London, Faber, and New York, Simon and Schuster, 1959.
- My Friend Judas. London, Faber, 1959; New York, Simon and Schuster, 1961.
- The Project. London, Faber, and New York, Simon and Schuster, 1960.
- The Hallelujah Bum. London, Faber, 1963; as The Paradise Bum, New York, Atheneum, 1963.
- The Raker. London, Cape, and New York, Atheneum, 1964.
- Gog. London, Weidenfeld and Nicolson, and New York, Macmillan, 1967.
- Magog. London, Weidenfeld and Nicolson, and New York, Harper, 1972.
- The Surrey Cat. London, Joseph, 1976; as Cat, London, Sphere, 1977.
- A Patriot for Hire. London, Joseph, 1978.
- The Facts in the Case of E.A. Poe. London, Weidenfeld and Nicolson, 1979; New York, Holt Rinehart, 1980.
- Beau Bumbo. London, Weidenfeld and Nicolson, 1985.
- King Ludd. London, Hodder and Stoughton, 1988.
- The Far Corners of the Earth. London, Hodder and Stoughton, 1991.
- The Strength of the Hills. London, Hodder and Stoughton, 1992.

### Uncollected Short Stories
- "To Kill a Loris," in Texas Quarterly (Austin), Autumn 1961.
- "A Head for Monsieur Dimanche," in Atlantic (Boston), September 1962.
- "The Atomic Band," in Transatlantic Review 21 (London), Summer 1966.
- "Twin," in The Best of Granta. London, Secker and Warburg, 1967.

### Opere teatrali
- My Friend Judas (produced London, 1959).
- Adventures in the Skin Trade, adaptation of the work by Dylan Thomas (produced London, 1966; Washington, D.C., 1970). * London, Dent, 1967; New York, New Directions, 1968.
- Under Milk Wood (screenplay). London, Lorrimer, and New York, Simon and Schuster, 1972.
- The Blue Angel, adaptation of the screenplay by Josef von Sternberg, music by Jeremy Sams (produced Liverpool, 1983).